# Saint-Galmier
Saint-Galmier è un comune francese di 5 818 abitanti situato nel dipartimento della Loira della regione dell'Alvernia-Rodano-Alpi.

## Società

### Evoluzione demografica
Abitanti censiti